# Réserve naturelle de Poggio all'Olmo
La Réserve naturelle de Poggio all'Olmo (en italien : Riserva naturale Poggio all'Olmo) est une zone naturelle protégée située sur les territoires de Cinigiano et d'Arcidosso, dans  la province de Grosseto en Toscane.
,

## Territoire
La réserve naturelle, située dans la partie orientale de la province de Grosseto, est délimitée au nord par la ville de Monticello Amiata, à l'ouest par la ville de Castiglioncello Bandini, au sud par le relief du Monte Aquilaia et à l'est par les ramifications occidentales du cône volcanique du Mont Amiata : au total, il s'étend sur environ 434 hectares au total. Les altitudes, généralement comprises entre 800 m et 1 000 m d'altitude, atteignent 1 011 m au sommet du Poggio all'Olmo. De divers points de la zone protégée, il y a des scénarios panoramiques qui vont vers les collines de la vallée de l'Ombrone, vers le massif volcanique du Mont Amiata et vers les ondulations du Val d'Orcia.
Le climat est de type subhumide, avec des précipitations moyennes comprises entre 1 000 mm et 1 100 mm.

## Flore
La réserve naturelle se caractérise principalement par des bois épais, dont la végétation peut bloquer partiellement des parties des chemins, surtout pendant la saison printanière.
L'ensemble de l'aire protégée est riche en châtaignier, chêne vert et chêne pubescent, qui laissent place localement à de grandes prairies, pâturages et arbustes, où poussent des genêts, certaines espèces de fougères, des ronces, des aubépines, des églantiers et diverses orchidées sauvages crocus etruscus (en) et la violette étrusque, deux espèces endémiques des sols calcaires des régions montagneuses du sud de la Toscane.
Parmi les arbres monumentaux présents dans la réserve naturelle, au sommet du Poggio all'Olmo se détache un amandier de plus de 10 mètres ; A noter également un noyer et une série de châtaigniers ultra-séculaires disséminés dans toute la zone protégée.

## Faune
La réserve de Poggio all'Olmo se caractérise également par une faune variée qui, dans son ensemble, distingue la nature typique de la zone protégée.
Parmi les oiseaux , les rapaces diurnes : le busard cendré, le circaète Jean-le-Blanc, la bondrée apivore, le faucon pèlerin et l'épervier d'Europe. D'autres présences dans la région sont le bruant zizi et la pie-grièche, qui ont tendance à nicher près des arbustes et buissons disséminés dans les prairies.
Parmi les amphibiens : la salamandre à lunettes et le sonneur à ventre jaune et des grenouilles plus communes. La présence de ces espèces est favorisée par l'abondance de sources d'eau, dont certaines alimentent, entre autres, l'aqueduc de la Fiora qui alimente une grande partie du sud de la Toscane.
Parmi les mammifères :  le chat sauvage, qui chasse ses proies en utilisant la technique de l'embuscade, parmi lesquelles se distinguent les différents rongeurs, lièvres et lapins de garenne, ainsi que les amphibiens et les oiseaux. Il convient également de noter la présence importante d'ongulés à doigts pairs, désormais répandus dans toute la province de Grosseto.
Parmi les insectes : de nombreuses espèces de papillons, surtout entre le printemps et l'été, ainsi que des abeilles.

## Galerie

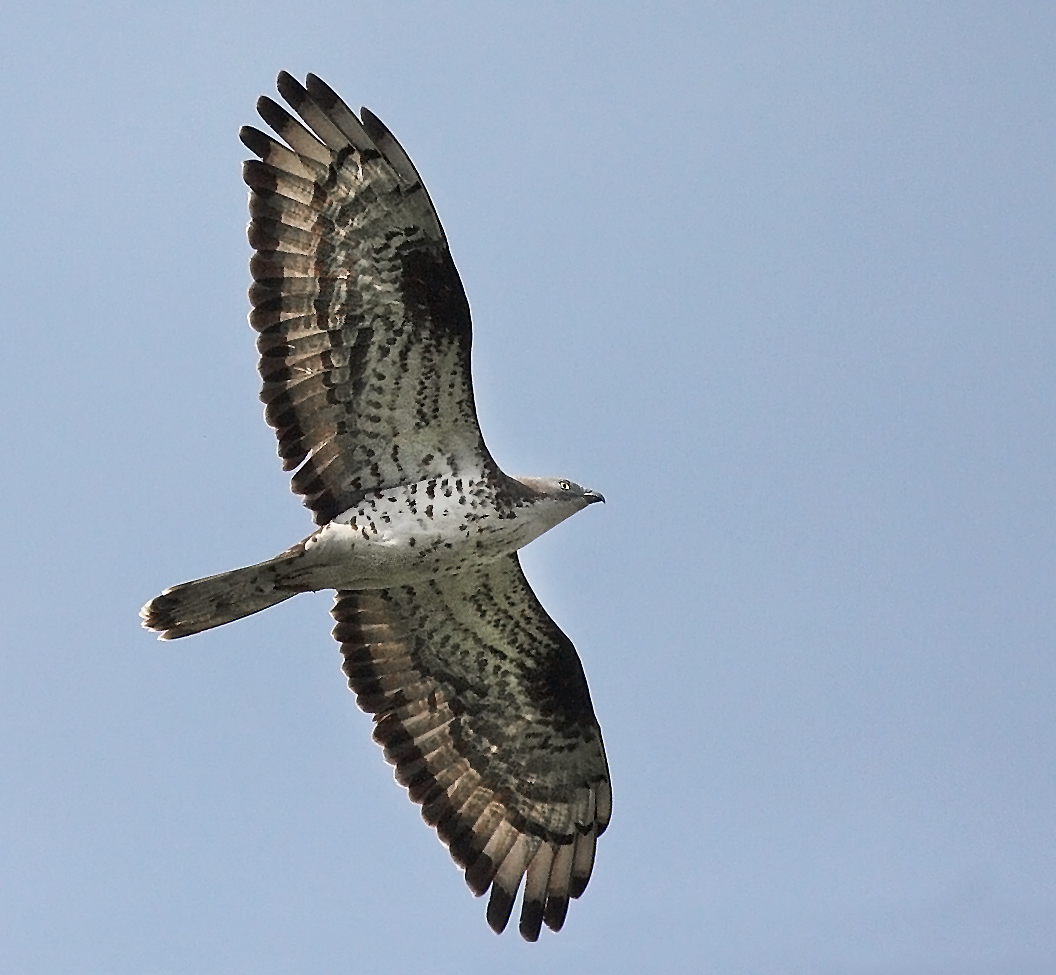
Bondrée apivore en vol
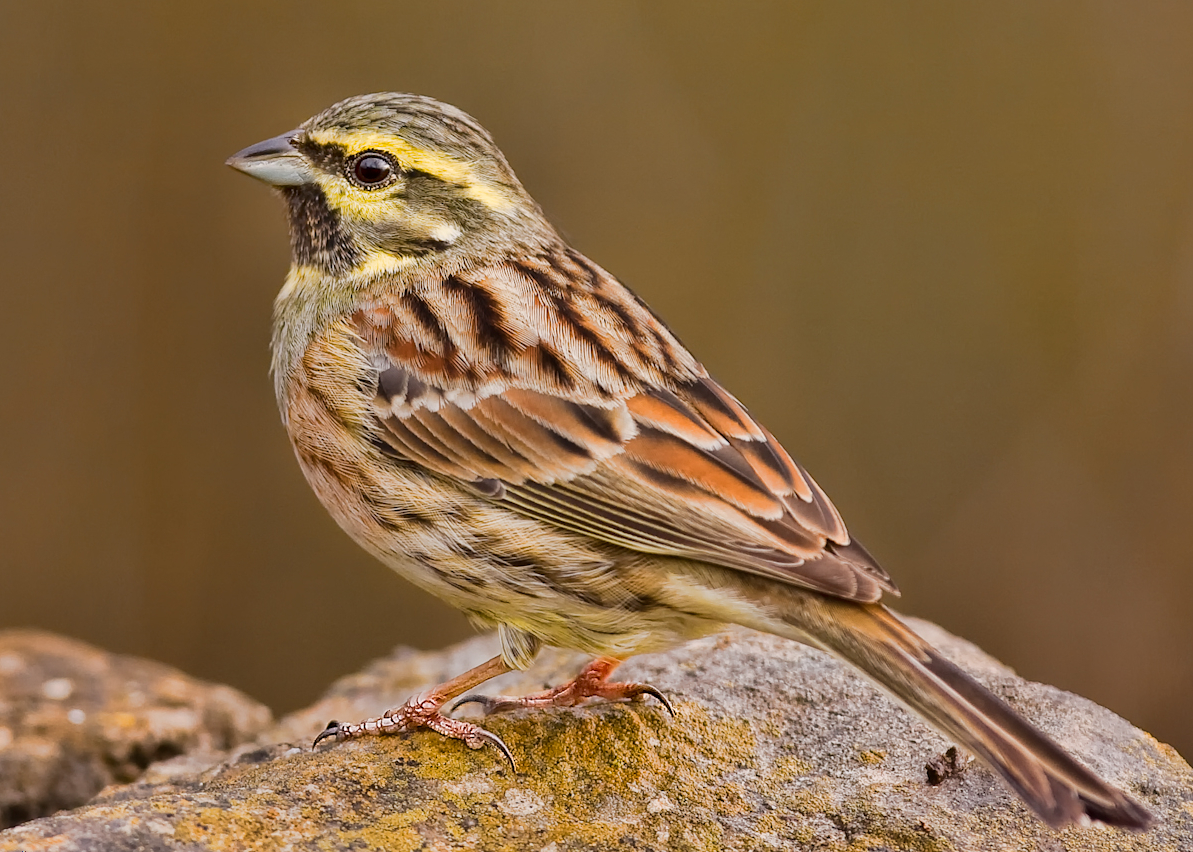
Bruant zizi
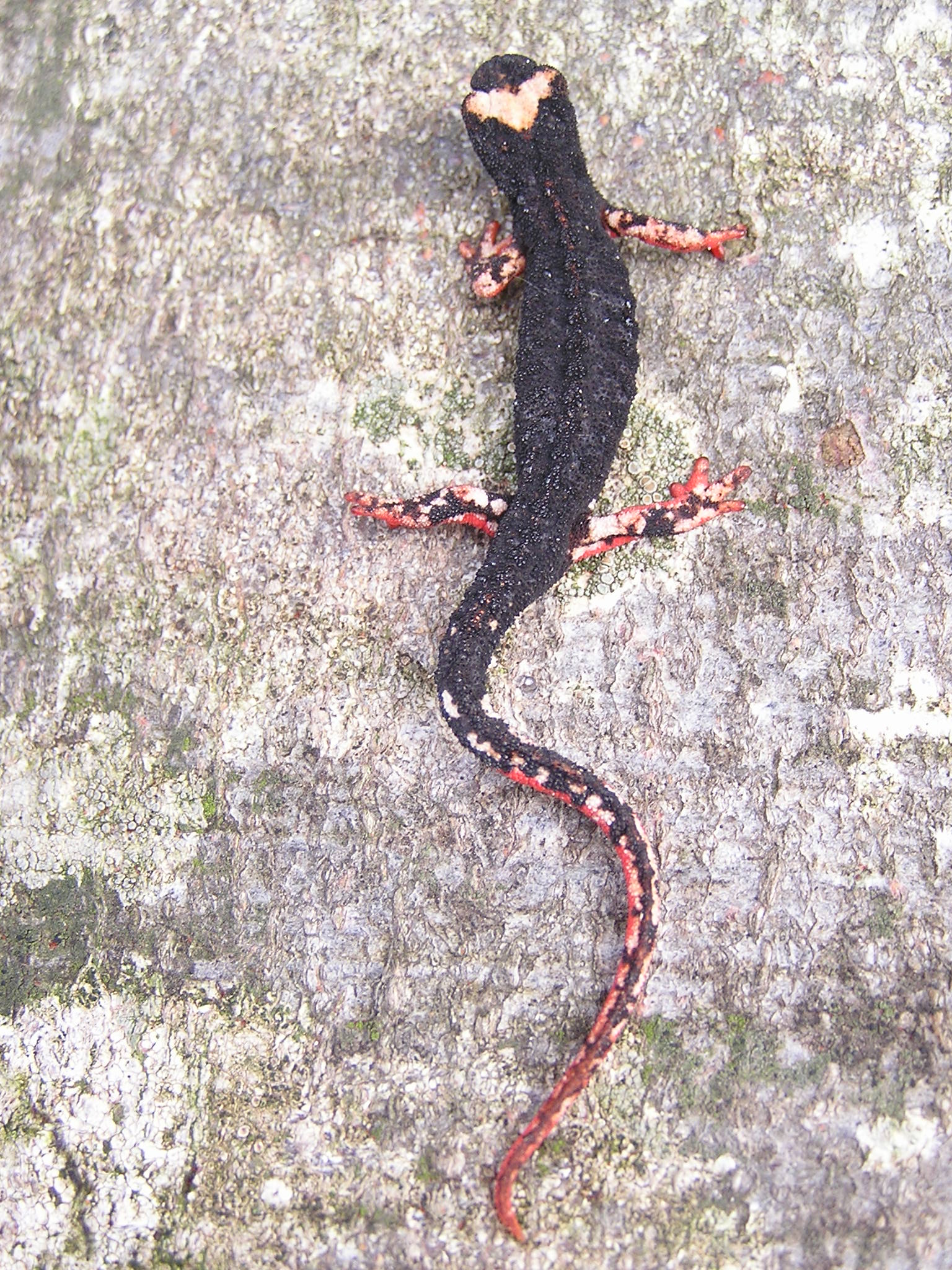
Salamandre à lunette